# 平井直人
平井 直人（ひらい なおひと、1978年7月16日 - ）は、京都府出身のサッカー選手、サッカー指導者。ポジションはゴールキーパー（GK）。

## 来歴
京都パープルサンガ（現・京都サンガF.C.）下部組織出身で、1997年に同クラブのユース初のトップ昇格選手として京都に入団。
加入直後は元日本代表の松永成立の控えという立場で出場機会に恵まれなかったが、2000年J1・1stステージ限りで松永が引退すると、2ndステージにはいきなり全試合フル出場を果たす。一見派手なスーパーセーブこそ少ないが、的確な判断とミスの少ない安定したプレーが特徴の堅実な選手で、素早く正確なスローによるフィードも特徴のひとつであった。翌年からは背番号1を託され、2007年シーズンまで正GKとして活躍、2002年度の第82回天皇杯初優勝も経験した。しかし、2008年に水谷雄一が移籍加入すると控えに回るようになり、さらに2009年に高卒の守田達弥が新加入すると控えの座も奪われるようになって、2008年からの3年間でリーグ戦出場は13試合にとどまり、2010年シーズン終了後に現役引退と京都アカデミーセンターGKコーチ就任が発表された。
2013年、京都時代の元同僚である石丸清隆が監督に就任する愛媛FCにトップチームGKコーチとして就任。2014年シーズン終了後、愛媛との契約満了が発表され、2015年シーズンからコーチ（シーズン途中から監督）に就任する石丸と共に京都にトップチームGKコーチとして“復帰”を果たす。京都ではクラブの悲願だったJ1復帰を果たせず、2016年シーズン終了後に解任された石丸と共に京都との契約満了により退団することとなった。
2017年にコーチを務めたレノファ山口FC、2018年のカターレ富山 で、計4試合に選手としてベンチ入りしている。山口では9月2日の京都戦に出場できる所属GKが吉満大介のみとなったため、富山では試合に出場できる所属GKが永井堅梧のみとなったため。いずれの試合でも出場はなかった。

## 所属クラブ
- 京都パープルサンガユース
- 1997年 - 2010年  京都パープルサンガ / 京都サンガF.C.
- 2017年8月 - 同年9月  レノファ山口FC
- 2018年3月 - 同年4月  カターレ富山

## 個人成績
| 国内大会個人成績 | 国内大会個人成績 | 国内大会個人成績 | 国内大会個人成績 | 国内大会個人成績 | 国内大会個人成績 | 国内大会個人成績 | 国内大会個人成績 | 国内大会個人成績 | 国内大会個人成績 | 国内大会個人成績 | 国内大会個人成績 |
| 年度             | クラブ           | 背番号           | リーグ           | リーグ戦         | リーグ戦         | リーグ杯         | リーグ杯         | オープン杯       | オープン杯       | 期間通算         | 期間通算         |
| 年度             | クラブ           | 背番号           | リーグ           | 出場             | 得点             | 出場             | 得点             | 出場             | 得点             | 出場             | 得点             |
| 日本             | 日本             | 日本             | 日本             | リーグ戦         | リーグ戦         | リーグ杯         | リーグ杯         | 天皇杯           | 天皇杯           | 期間通算         | 期間通算         |
| ---------------- | ---------------- | ---------------- | ---------------- | ---------------- | ---------------- | ---------------- | ---------------- | ---------------- | ---------------- | ---------------- | ---------------- |
| 1997             | 京都             | 28               | J                | 0                | 0                | 0                | 0                | 0                | 0                | 0                | 0                |
| 1998             | 京都             | 28               | J                | 0                | 0                | 0                | 0                | 0                | 0                | 0                | 0                |
| 1999             | 京都             | 28               | J1               | 0                | 0                | 0                | 0                | 0                | 0                | 0                | 0                |
| 2000             | 京都             | 21               | J1               | 15               | 0                | 8                | 0                | 1                | 0                | 24               | 0                |
| 2001             | 京都             | 1                | J2               | 15               | 0                | 0                | 0                | 0                | 0                | 15               | 0                |
| 2002             | 京都             | 1                | J1               | 26               | 0                | 6                | 0                | 5                | 0                | 37               | 0                |
| 2003             | 京都             | 1                | J1               | 28               | 0                | 4                | 0                | 1                | 0                | 33               | 0                |
| 2004             | 京都             | 1                | J2               | 26               | 0                | -                | -                | 1                | 0                | 27               | 0                |
| 2005             | 京都             | 1                | J2               | 39               | 0                | -                | -                | 0                | 0                | 39               | 0                |
| 2006             | 京都             | 1                | J1               | 18               | 0                | 4                | 0                | 0                | 0                | 22               | 0                |
| 2007             | 京都             | 1                | J2               | 33               | 0                | -                | -                | 0                | 0                | 33               | 0                |
| 2008             | 京都             | 1                | J1               | 8                | 0                | 3                | 0                | 0                | 0                | 11               | 0                |
| 2009             | 京都             | 1                | J1               | 0                | 0                | 0                | 0                | 0                | 0                | 0                | 0                |
| 2010             | 京都             | 1                | J1               | 5                | 0                | 5                | 0                | 0                | 0                | 10               | 0                |
| 2017             | 山口             | 47               | J2               | 0                | 0                | -                | -                | -                | -                | 0                | 0                |
| 2018             | 富山             | 41               | J3               | 0                | 0                | -                | -                | -                | -                | 0                | 0                |
| 通算             | 日本             | 日本             | J1               | 100              | 0                | 30               | 0                | 7                | 0                | 137              | 0                |
| 通算             | 日本             | 日本             | J2               | 113              | 0                | 0                | 0                | 1                | 0                | 114              | 0                |
| 通算             | 日本             | 日本             | J3               |                  |                  |                  |                  |                  |                  |                  |                  |
| 総通算           | 総通算           | 総通算           | 総通算           | 213              | 0                | 35               | 0                | 8                | 0                | 251              | 0                |

- Jリーグ初出場 - 2000年6月24日 J1 2nd第1節 ジェフユナイテッド市原戦（京都市西京極総合運動公園陸上競技場兼球技場）

その他の公式戦
- 2003年
  - スーパーカップ 1試合0得点
- 2007年
  - J1・J2入れ替え戦 2試合0得点

## 指導歴
- 2011年 - 2012年  京都サンガF.C. アカデミーセンターGKコーチ
- 2013年 - 2014年  愛媛FC GKコーチ
- 2015年 - 2016年  京都サンガF.C. GKコーチ
- 2017年  レノファ山口FC GKコーチ
- 2018年 - 2023年  カターレ富山 GKコーチ
- 2024年 - 東山高校 GKコーチ
- 2024年8月 -  レイラック滋賀FC アシスタントGKコーチ(兼任)[13]